# Birgi
Birgi é uma pequena cidade localizada no distrito de Ödemiş, na província de Esmirna, na Turquia. Seu nome atual é uma distorção de seu nome grego medieval, Pírgio (em latim: Πυργίον; romaniz.: Pyrgion; lit. "Pequena torre"). Na Antiguidade, a cidade foi conhecida como Dios Hieron (Διός Ἱερόν, "Santuário de Zeus"). Foi renomeada para Cristópolis (em grego: Χριστούπολις; romaniz.: Christoúpolis) no século VII e foi conhecida como Pírgio do século XII em diante.
É atestada como uma sé episcopal desde 451, como uma sufragânea do Éfeso, que permaneceu até o final do século XII quando tornou-se uma metrópole separada. Pírgio caiu para os turcos em 1307, e tornou-se a capital do Beilhique de Aidim. Foi subsequentemente incorporada ao Império Otomano em 1390. Birgi é bem conhecida por sua arquitetura seljúcida e otomana clássica e tem sido listada como um Patrimônio Cultural da Humanidade por ÇEKÜL (Proteção e Promoção do Meio Ambiente e Patrimônio Cultural) desde 1994.[carece de fontes?]

## Estruturas históricas notáveis
- Mansão Çakırağa — construída no estilo otomano do século XVIII pela rica família Çakırağa.
- Mesquita Aydınoğlu Mehmet Bei — comissionada em 1313 por Mehmet Bei, o fundador dos Aidinidas.
- Tumba de Birgivi Mehmet Efendi — construída em 1335 no pátio da Mesquita Aydınoğlu Mehmet Bei.
- Mausoléu Sultanşah
- Fortaleza Madrasa, onde o sultão Maomé II, o Conquistador (30 de março de 1432 - 3 de maio de 1481) foi educado.